# 斯廷博特 (亞利桑那州)
斯廷博特（英語：Steamboat）是位於美國亞利桑那州阿帕契縣的一個人口普查指定地區。根據2010年美國人口普查，該地人口為284人，而該地的面積約為6.20平方千米。

## 地理
斯廷博特的座標為35°44′49″N 109°51′18″W / 35.74694°N 109.85500°W，而該地最高點為海拔高度1999米（即6560英尺）。